# Naiane Rios
Naiane de Almeida Rios (Belém, 29 de novembro de 1994) é uma voleibolista indoor brasileira que atua na posição de levantadora. Servindo as categorias de base da seleção brasileira, conquistou a medalha de ouro no Campeonato Sul-Americano Infanto-Juvenil de 2010 e o mesmo feito no Campeonato Sul-Americano Juvenil em 2012, além da medalha de prata na Copa Pan-Americana Sub-23, todos os eventos supracitados ocorreram no Peru. Disputou a edição do Campeonato Mundial Infanto-Juvenil de 2011 na Turquia e foi medalhista de bronze no Campeonato Mundial Juvenil de 2013, em Brno, na República Tcheca. Rios é abertamente lesbiana.

## Carreira
Inspirada nos passos de seu pai, Colemar Rios, ex-voleibolista, ela iniciou seus primeiros contatos com a modalidade em meados do ano 2000, por divertimento, e o clube que a revelara foi a Tuna Luso, depois prosseguiu com passagens pelo Paysandu, Clube do Remo,Assembleia Paraense e também pelo COPM/PA.
Em 2008 representou a Seleção Paraense, na categoria juvenil da primeira divisão, no Campeonato Brasileiro de Seleções, conquistando o título de forma invicta e sem perder nenhum set, competição sediada em São Luís, no Maranhão. No ano seguinte conquistou os títulos do Campeonato Paraense, tanto na categoria infanto-juvenil quanto na juvenil, além do vice-campeonato nesta competição na categoria adulto; neste ano alcançou o quarto lugar nas Olimpíadas Escolares (antes denominada Jogos Escolares Brasileiros-Jeb´s) sediadas em Maringá.
Ainda em 2009 representou a Seleção Paraense no Campeonato Brasileiro de Seleções, categoria juvenil da primeira divisão, e alcançou o sexto, este sediado em Maceió, época que estava sendo observada pelo técnico  Antônio Rizola Neto.
E representado o COPM/PA na Liga Nacional de 2009  contribuiu para a classificação PARA Fase final, após encerrar na fase em primeiro lugar do Grupo II e encerrou em quinto lugar na fase final realizada em Juazeiro do Norte. Um momento marcante em sua trajetória deu-se em 2009, quando seu então técnico Jânio Marinho lhe comunicou que seu nome constava na pré-convocação para Seleção Brasileira infanto-juvenil entre 44 atletas e ficando entre as 19 após os testes.
No ano seguinte alcançou pela Seleção Paraense o terceiro lugar no Campeonato Brasileiro de Seleções novamente na capital cearense, na categoria juvenil (primeira divisão); e  foi convocada para disputar o Campeonato Sul-Americano Infanto-Juvenil de 2010, sediado em Lima, no Peru, época que foi indicada ao Troféu Romulo Maiorana, além de conquistar seu primeiro título internacional foi eleita a melhor levantadora. Na temporada 2010-11 foi contratada pelo Macaé Sports e disputou sua primeira Superliga Brasileira A nesta jornada, encerrando por este na sexta posição.
Voltou a servir a Seleção Brasileira na categoria infanto-juvenil, vestindo a camisa 8 disputou o Campeonato Mundial de 2011, em Âncara, na Turquia, mas o desempenho da equipe não foi o suficiente para avançar as finais, encerrando apenas em sexto lugar. Contudo, destacou-se individualmente como a quinquagésima segunda entre as maiores pontuadoras, com 23 pontos, a quadragésima oitava entre as melhores bloqueadoras, ocupando a vigésima primeira posição entre as melhores sacadoras, o quadragésimo primeiro lugar entre as melhores defensoras e foi a nona entre as melhores no fundamento de levantamento.
Na temporada 2011-12 foi contratada pelo Pinheiros encerrando na nona posição na correspondente Superliga Brasileira A. Em 2012 foi convocada pelo técnico Luizomar de Moura para Seleção Brasileira, desta vez na categoria juvenil para disputar o Campeonato Sul-Americano em Lima no Peru e conquistou a medalha de ouro e novamente foi eleita a Melhor Levantadora da competição.
Em sua segunda temporada pelo E.C.Pinheiros alcançou a quarta colocação no Campeonato Paulista de 2012 e disputou a Superliga Brasileira A 2012-13, encerrando na sexta colocação. Em 2013 foi convocada para o início os treinamentos para o Campeonato Mundial Juvenil de 2013.
E disputou o referido Campeonato Mundial Juvenil de 2013 em Brno, vestindo novamente a camisa#2 e conquistou a medalha de bronze nesta edição; e mesmo não sendo titular figurou nas estatísticas, de maior relevância cita-se a trigésima segunda posição entre as melhores no levantamento. Nesse mesmo ano foi convocada também por Luizomar de Moura para a Seleção Brasileira, categoria Sub-23,  novamente foi a camisa#2 do time, e disputou a primeira edição da Copa Pan-Americana Sub-23, sediado em Lima-Peru, oportunidade que conquistou a medalha de prata.
Em 2014 foi contratada pelo Camponesa/Minas e foi vice-campeã mineira neste ano. e aos 20 anos de idade assume a condição de titular na Superliga Brasileira A 2014-15 Ainda em 2014, foi convocada para Seleção Brasileira para os treinamentos visando a disputa da edição do Campeonato Sul-Americano Sub-22, cujo técnico era Wagão e foi cortada do grupo que disputou a  competição da recém criada categoria,  quando reintegrou o Camponesa/Minas.
Em 2015, disputou pelo Camponesa/Minas a edição da Copa Banco do Brasil, cuja finais ocorreu em Cuiabá, encerrando em sexto lugar nesta edição. Dando sequência a Superliga Brasileira A 2014-15, contribuiu para que seu clube avançasse a semifinal, a primeira de sua carreira. Após três temporadas no Minas, se transferiu para o Barueri, time do técnico da seleção brasileira José Roberto Guimarães, com o qual disputou a temporada 2017–18 da Superliga.
Foi anunciada para o período de 2023-24 para atuar no Dentil/Praia Clube conquistando o título da Copa Brasília de 2023 e sagrou-se campeã do Campeonato Mineiro de 2023 e vice-campeã da Supercopa Brasileira de 2023.

## Clubes
- Esporte Macaé (2010-2011)
- Esporte Clube Pinheiros (2011-2014)
- Minas Tênis Clube (2014–2017)
- Hinode Barueri (2017-2018)
- Sesi Vôlei Bauru (2018-2020)
- Osasco/São Cristóvão Saúde (2020-2021)
- Grupa Azoty Chemik Police (2021-2022)
- Esporte Clube Pinheiros (2022-2023 )
- Dentil/Praia Clube (2023-)

## Títulos e resultados
- Copa Brasil de 2024
- Supercopa Brasileira de 2023
- Campeonato Mineiro de 2023
- Campeonato Paulista:2018[49]
- Campeonato Paulista:2012[28]
- Campeonato Mineiro:2014[39]
- Campeonato Paraense:2009[3]
- Campeonato Paraense Juvenil:2009[3]
- Campeonato Paraense Infanto-Juvenil:2009[3]
- Campeonato Brasileiro de Seleções Juvenil (1ª Divisão):2010[11]
- Campeonato Brasileiro de Seleções Juvenil (1ª Divisão):2008[3]
- Olimpíadas Escolares:2009[3]

## Premiações individuais
- Melhor Levantadora do Campeonato Sul-Americano Juvenil de 2012[27]
- 9ªMelhor Levantadora do Campeonato Mundial Infanto-Juvenil de 2011[23]
- Melhor Levantadora do Campeonato Sul-Americano Infanto-Juvenil de 2010[14]